# Яношик (фильм, 1921)
«Яношик» (словен. Jánošík. англ. Jánošík) — первый полнометражный немой художественный фильм совместного производства Словакии и США, снятый режиссёром Ярославом Сякелем в 1921 году на киностудии Tatra Film Corporation.
Один из первых полнометражных фильмов в мире.
Премьера фильма состоялась 25 ноября 1921 (Прага), 1 декабря 1921 (Чикаго), 3 января 1922 (Жилина).
Экранизация пьесы Иржи Магена.

## Сюжет
Действие фильма происходит в начале XIX века. Легендарный карпатский разбойник Яношик становится защитником бедных. Он нападает на богачей, а награбленное отдаёт крестьянам…
В фильме показаны героические эпизоды из жизни словацкого национального героя.

## В ролях
- Теодор Пиштек — Яношик, разбойник / Хикер
- Милослав Шмидт — Барон Ревэ
- Ольга Августова — Баронесса Ревэ
- Мария Фабрёва — Аничка, девушка Яношика / путешествующая
- Владимир Шрамек — Граф Шандор
- Йозеф Хило — управляющий графа Пишта / путешественник
- Франтишек Горливы — священник / защитник
- Карел Шлейхерт — Отец Яношика
- Ян Шпиргер — военачальник
- Саша Доброводская — цыганка
- Л. Гушек — Ильчик, разбойник
- П. Кутны — Грайноха, разбойник
- Михал Станик — Михальчик, разбойник
- Ярослав Войта
- Карел Фиала — главный судья

В 1970 году Ян Заводны привез в Словакию почти полностью сохранившийся фильм, который он 50 лет хранил в своем гараже в Чикаго и подарил его Словацкому институту кинематографии в Братиславе. В 1975 году фильм был восстановлен и озвучен.